# TC FIKO Rostock
Der TC FIKO Rostock ist ein eingetragener Sportverein aus der Hansestadt Rostock. Er ist der größte Triathlonclub im Landesverband Mecklenburg-Vorpommern und Mitglied der Deutschen Triathlon Union.

## Wettkämpfe
Der Verein organisiert jährlich drei Wettkämpfe. Die Saisoneröffnung findet im Juni in Papendorf, einem Dorf in der Nähe von Rostock, mit dem „Papendorfer-Triathlon“ statt. Zum Sommerende wird in Warnemünde der historische „Rostocker-Triathlon“ im Alten Strom und auf der Promenade des Ostseebads veranstaltet. Zum Abschluss der Triathlon-Saison wird seit 2009 für junge Sportler der „Kinder Swim & Run“ in der Neptun-Schwimmhalle organisiert.

## Geschichte
Der Verein wurde 1981 als Abteilung der SG FIKO Rostock gegründet. Bereits zwei Jahre später, 1983, wurde der 1. Rostocker Triathlon als erster Triathlon-Wettkampf in der DDR ausgerichtet. Es starteten 41 Sportler.

## Bekannte Sportler
Aus dem leistungssportorientierten Training des Triathlonclubs gingen seit seiner Gründung viele bekannte Sportler hervor. Zu diesen zählt der zweimalige Olympiateilnehmer der Kurzdistanz und Vizeweltmeister der Langdistanz des Ironman Hawaii von 2010, Andreas Raelert. Ebenfalls zweimalige Olympiateilnehmerin ist Christiane Pilz, die 2009 Deutsche Triathlon-Meisterin auf der olympischen Distanz am Schliersee wurde. Der Deutsche Meister auf der Kurzdistanz vom Schliersee 2008, Michael Raelert, ist nach 2009 und 2010 zweimaliger Weltmeister der 70.3-Ironmanserie, die er in Clearwater für sich entscheiden konnte. Tom Gröschel, deutscher Marathonmeister 2018 und 2019.